# Epicrates alvarezi
Epicrates alvarezi é uma espécie de boa não-venenosa.

## Descrição
Originalmente descrita em 1964 pelos herpetologistas argentinos Jorge Washington Ábalos, Báez & Nader. Também chamado de boa chaqueña, jarillera boa, boa anão e boa de veludo, é uma espécie terrestre do gênero Epicrates , a família de boas na sub-ordem de cobras. Ele vive em regiões quentes e semi-áridas da América do Sul e central Ocorre no sudeste da Bolívia, no Oeste do Alto Paraguai e Norte da Argentina. É endêmica das ecorregiões terrestres do chaco ocidental e do chaco árido. A vegetação original (hoje bastante reduzida pela reconversão agrícola) corresponde aos distritos fitogeográficos ocidentais e áridos, ambos pertencentes à província fitogeográfica de Chaco.
O holótipo é uma fêmea adulta, depositada no "Instituto de Animais Venenosos Jorge Washington Ábalos"; nenhum número de coleção foi fornecido. Este espécime foi caçado em 1 de julho de 1959 pelo colecionador Cátulo Salvatierra. É um animal noturno de costumes tímidos. Alimenta-se especialmente de pequenos mamíferos; complementar sua dieta com pássaros. Mata por constrição. É volumoso, lenta e facilmente irritável. Ele vagueia pelo chão, apesar de subir em árvores quando se depara com um perigo potencial ou quando procura refúgio nas cavidades dos velhos troncos. Ele também analisa buracos semelhantes para se alimentar de ninhos de pássaros. Na Argentina, é considerado na categoria de: "Ameaçado".